# Claveria (Cagayan)
Claveria is een gemeente in de Filipijnse provincie Cagayan op het eiland Luzon. Bij de laatste census in 2007 had de gemeente ruim 30 duizend inwoners.

## Geografie

### Bestuurlijke indeling
Claveria is onderverdeeld in de volgende 41 barangays:
| - Alimoan - Bacsay Cataraoan Norte - Bacsay Cataraoan Sur - Bacsay Mapulapula - Bilibigao - Buenavista - Cadcadir East - Cadcadir West - Camalaggoan/D Leaño - Capanikian - Centro I - Centro II - Centro III - Centro IV | - Centro V - Centro VI - Centro VII - Centro VIII - Culao - Dibalio - Kilkiling - Lablabig - Luzon - Mabnang - Magdalena - Malilitao - Nagsabaran - Pata East | - Pata West - Pinas - San Antonio - San Isidro - San Vicente - Santa Maria - Santiago - Santo Niño - Santo Tomas - Tabbugan - Taggat Norte - Taggat Sur - Union |

## Demografie
Claveria had bij de census van 2007 een inwoneraantal van 30.275 mensen. Dit zijn 998 mensen (3,4%) meer dan bij de vorige census van 2000. De gemiddelde jaarlijkse groei komt daarmee uit op 0,46%, hetgeen lager is dan het landelijk jaarlijks gemiddelde over deze periode (2,04%). Vergeleken met de census van 1995 is het aantal mensen met 4.912 (19,4%) toegenomen.

De bevolkingsdichtheid van Claveria was ten tijde van de laatste census, met 30.275 inwoners op 194,5 km², 130,4 mensen per km².

## Geboren in Claveria
- Arthur Tugade (9 januari 1946), advocaat en minister.